# Nanorrhinum kuriense
Nanorrhinum kuriense là một loài thực vật thuộc họ Scrophulariaceae. Đây là loài đặc hữu của Yemen. Môi trường sống tự nhiên của chúng là vùng nhiều đá.